# Романовский, Михаил Владимирович
Михаи́л Владимирови́ч Романо́вский (23 августа 1937, Красногвардейск, Ленинградская область — 23 июля 2021, Санкт-Петербург) — советский и российский учёный-экономист, специалист в области финансов и кредита, доктор экономических наук (1981), профессор, заслуженный деятель науки Российской Федерации (2005).

## Ранние годы
Родился в семье преподавателя ЛФЭИ доцента В. М. Романовского. В блокадные годы с 1941 по март 1942 проживал с семьёй на казарменном положении в помещении института, затем был эвакуирован с частью коллектива ЛФЭИ в г. Ессентуки, возвратившись в Ленинград лишь в 1947 г.

## Образование
В 1954 году окончил 211 среднюю школу г. Ленинграда (ныне — Лицей № 211 им. Пьера де Кубертена).
В 1958 году окончил с отличием финансовый факультет ЛФЭИ им. Вознесенского.
В 1971 году защитил диссертацию на соискание ученой степени кандидата, а в 1981 — доктора экономических наук (тема диссертации — «Финансирование инновационной деятельности»).

## Работа в государственных и частных организациях
В 1958 — 1961 гг. работал кредитным инспектором Ленинградского управления Государственного банка СССР.
С 1961 по 1969 год — начальник финансово-сбытового отдела, затем — заместитель директора (1967—1969 гг.) завода «Русский дизель».
С 1990 года совмещал работу в университете с должностью председателя совета аудиторской фирмы «Институт независимых социально-экономических исследований».
Позднее был членом Российской палаты аудиторов, Совета Аудиторской палаты Санкт-Петербурга и Экспертного совета по аудиторской деятельности при Минфине РФ.

## Преподавательская и административная работа в высшей школе
С 1969 года работал в ЛФЭИ — СПбГУЭФ — СПБГЭУ.
В 1972—1979 гг. и 1981—1982 гг. — декан финансово-экономического факультета. Сменил в данной должности ушедшего в докторантуру Л. С. Тарасевича, впоследствии — ректора ЛФЭИ — СПБГУЭФ.
С 1982—2013 года — профессор, заведующий, с 2013 года — профессор, научный руководитель кафедры финансов, затем — профессор кафедры корпоративных финансов и оценки бизнеса.

## Научная деятельность
Автор более 200 публикаций, в том числе научных и научно-методических работ, учебников для ВУЗов по экономике и финансам. Индекс Хирша — 34
Подготовил более 60 кандидатов и докторов наук.
Руководил научной школой «Петербургская школа финансов профессора М. В. Романовского», которая распоряжением Комитета по науке и высшей школе от 13.12.2013 № 99 вошла в список научных и научно-педагогических школ Санкт-Петербурга, включенных в реестр ведущих научных и научно-педагогических школ Санкт-Петербурга.
Являлся членом экспертного совета ВАК РФ.

## Основные работы
- Финансы: учебник для бакалавров / под. ред. М. В. Романовского, О. В. Врублевской. — 4-е изд. перераб. и доп. — М.: Издательство Юрайт; ИД Юрайт, 2015. — 598 с. (Соавтор: Леонтьев В. Е.).
- Финансы: учебник для бакалавров под ред. М. В. Романовского, Москва, 2013. Серия: Бакалавр. Углубленный курс.
- Налоги и налогообложение : Учебник для академического бакалавриата под ред. Романовского М. В. и Ивановой Н. Г. Москва, Юрайт, 2015.
- Финансы, денежное обращение и кредит: Учебник для академического бакалавриата под ред. Романовского М. В., Врублевской О. В. и Ивановой Н. Г. — Москва: Юрайт, 2015.
- Методика управления финансовыми рисками инновационного проекта. — Балтийский экономический журнал. — 2013. № 2. (Соавтор: Шкута Д. Д.)
- Разработка корпоративной системы управления финансовыми рисками инновационных проектов. — Балтийский экономический журнал, 2014. № 2. (Соавтор: Шкута Д. Д.)
- Государственно-финансовое регулирование системы управления рисками национальной инновационной системы в России. Вестник УрФУ. Серия: Экономика и управление. — 2014. № 1. (Соавтор: Шкута Д. Д.)
- Направления развития финансовых институтов национальной инновационной системы России в современных условиях. — Сибирская финансовая школа, 2015. — № 1. (Соавтор: Шкута Д. Д.)
- Финансирование инвестиционных проектов в современных условиях. — Финансовые исследования № 3(44), Ростовский государственный экономический университет (РИНХ), 2014. (Соавторы: Пучкова М. В.)
- Военная накопительно-ипотечная система и перспектива её реализации собственными силами — Главным управлением обустройства войск и Федеральным агентством специального строительства (Соавторы: Винокурова Ю. С., Сидоркин Д. В.) // Сборник научных трудов Вольного экономического общества Ярославль, 2013.
- Опыт западных стран в обеспечении жильём военнослужащих по контракту (Соавтор: Сидоркин Д. В.) // Сборник научных трудов Вольного экономического общества. Ярославль, 2013.
- Project finance in a modern volatile economic situation.- KNOWLEDGE — ECONOMY — SOCIETY. MANAGING ORGANIZATIONS: CONCEPTS AND THEIR APPLICATIONS, edited by: Bogusz Mikuła, Andrzej Jaki, (Соавтор: Пучкова М. В.) Publishing House: Foundation of the Cracow University of Economics, Cracow 2014

## Награды
- Заслуженный деятель науки Российской Федерации
- Почётный работник высшего профессионального образования Российской Федерации
- Юбилейная медаль «в память 300-летия Санкт-Петербурга»
- Юбилейная медаль «За воинскую доблесть. В ознаменование 100-летия со дня рождения Владимира Ильича Ленина»,
- Знак «Жителю блокадного Ленинграда».